# Non dirmi che hai paura
Non dirmi che hai paura è un romanzo dello scrittore Giuseppe Catozzella, pubblicato da Feltrinelli editore nel 2014.

## Trama
Samia, una ragazza di Mogadiscio che ha la corsa nel sangue, vuole diventare una campionessa di atletica e rappresentare il suo paese alle Olimpiadi per la liberazione delle donne somale. Purtroppo Samia si trova in un paese in guerra e per poter riuscire a realizzare il suo sogno deve affrontare delle difficoltà, tra le quali "Il Viaggio", grazie al quale proverà ad arrivare in Europa.
Il libro trae ispirazione dalla storia di Samia Yusuf Omar, velocista somala realmente esistita, morta affogata nel Mar Mediterraneo cercando di raggiungere Lampedusa, in Italia. L'atleta cercava di raggiungere l'Europa per trovare un allenatore e condizioni migliori per partecipare alle Olimpiadi di Londra del 2012.

## Opere derivate
Dal romanzo è stato tratto un film di produzione internazionale, in Italia prodotto da Indyca Films e Rai Cinema diretto nel 2024 da Yasemin Şamdereli e Deka Mohamed Osman.
Dal romanzo è tratto l'opera musicale teatrale Non dirmi che hai paura, adattamento dell'omonimo romanzo di Giuseppe Catozzella, per la regia di Laura Ruocco. Il lavoro include nuove canzoni e arrangiamenti originali di brani di Peter Gabriel a cura di Alessandro Baldessari ed è stato presentato con grande successo l'8 giugno 2024 in anteprima al Ravenna Festival [12]. Tra i protagonisti Jonis Bascir nel ruolo di Aabe, padre di Samia.